# Jean de France (1398-1417)
Pour les articles homonymes, voir Jean, prince de France.
Titres
Dauphin de Viennois
18 décembre 1415 – 4 avril 1417
(1 an, 3 mois et 17 jours)
Duc de Touraine
1407 – 4 avril 1417
(environ 10 ans)
Jean de France, duc de Touraine (appelé Jean de Touraine), né le 31 août 1398 et mort le 4 avril 1417 à Compiègne, puis dauphin de Viennois après la mort de son frère Louis en décembre 1415, est le quatrième fils et neuvième enfant du roi Charles VI de France et d'Isabeau de Bavière.

## Biographie

### Mariage
Il est marié dès 1406 à Jacqueline de Hainaut, héritière des comtés de Hainaut, de Hollande, Zélande et de la seigneurie de Frise. Elle est la fille de Guillaume II de Bavière et de Marguerite de Bourgogne, et par sa mère, la petite-fille de Philippe le Hardi. Par ses aïeux, Jacqueline descend des comtes de Hainaut, de Flandre, des rois de France, des ducs de Bourgogne et d'un empereur romain germanique, Louis IV de Wittelsbach.
Jacqueline passe avec sa mère Marguerite de Bourgogne sa jeunesse au château royal du Quesnoy en Hainaut, près de la forêt de Mormal. Son père, souvent en déplacement, préfère le château de Bouchain en Hainaut et fréquente la cour du roi de France Charles VI.
C'est lors de l'un de ses déplacements, que le duc Guillaume II de Bavière alias Guillaume VI de Hainaut conclut avec le roi, le mariage de sa fille Jacqueline, avec Jean de Touraine, futur dauphin de France, quatrième fils de Charles VI. Ces épousailles sont célébrées en grande pompe, à Compiègne, le 23 juin 1406. Cependant, Guillaume VI ne participe pas aux festivités. Il s'agit plutôt de fiançailles ou de promesses de mariage, car Jacqueline n'a que 5 ans et son promis, 8 ans.
Après les festivités, Jacqueline et Jean, sous la protection de Marguerite de Bourgogne regagnent Valenciennes puis Mons. Revenus au Quesnoy, les jeunes « époux » passent alors une vie agréable, loin des troubles de la guerre de Cent Ans et de la guerre civile entre Armagnacs et Bourguignons,.
Jean, duc de Touraine, comte de Poitiers , duc de Berry, demeure, en accord entre Charles VI et son beau-père, Guillaume VI de Hainaut, au château du Quesnoy. C'était à la fois une manière d'assurer sa protection loin des tumultes de la cour de France et un atout dans les mains de la famille de Bavière voire de Bourgogne. Le jeune couple, sur le point d'atteindre l'âge nubile, le pape leur confirme, le 22 avril 1411, les dispenses de mariage que nécessite leur consanguinité.
Faisant suite à cela, en 1412 et en 1413, Charles VI de France, voyant cette alliance aboutir selon ses souhaits, et se souciant du bien-être de son fils, règle alors certains arriérés et fait augmenter l'état des finances de son fils.
En mars 1413 à Paris, Charles VI donne des lettres pour l'accomplissement du traité de mariage dressé en 1406, entre Jean, son fils et Jacqueline de Bavière, « … et icelluy mariage estre parfaict et consommé » : son fils ayant 14 ans, il lui est délivré en apanage le comté de Ponthieu, fief de la Couronne de France. Il semble que le mariage ait eu lieu lors du traité de paix de Senlis en 1414. Ce traité de paix réunissant divers belligérants : le comte Guillaume VI de Hainaut ayant eu à se plaindre des dévastations en Hainaut causées par le duc de Bourbon, reçut en indemnité une promesse de 100 000 écus de 18 sols parisis la pièce.

Jean et Jacqueline, ayant l'âge nubile, actèrent à La Haye, le 6 août 1415, certaines conventions matrimoniales entre eux deux  : 

« Certaines conventions matrimoniales ont été faites entre nous deux [Jean et Jacqueline], à la demande du comte Guillaume [VI] de Hainaut [alias, Guillaume II duc de Bavière-Straubing] leur père […]
Nous, Jean de France duc de Touraine et comte de Ponthieu, si le duc Guillaume [II] de Bavière, (après trépas), n’avait pas de fils mâle, ses pays et sa seigneurie (Hainaut, Zélande, Hollande et, la Frise) appartiendraient à Jean de France, duc de Touraine comme mari et tuteur de Jacqueline, sa fille.
La succession du couple se fera par notre fils aîné ou à notre fille aînée si nous n’avons point d’enfant mâle (succession aux trois pays de Hainaut, de Zélande, de Hollande et, à la seigneurie de Frise, avec toutes leurs dépendances).
Autre promesse, également, des époux de maintenir les droits et privilèges ainsi que de respecter les coutumes des trois pays indissociables (Hainaut, Zélande, Hollande)  et de leurs dépendances, lors des réceptions d’hommage dans les villes et bourgs de ces pays par de “Joyeuses entrées” : ces points devant être également confirmés en public.
Et comme nous, Jean de France duc de Touraine et Jacqueline de Bavière sommes présentement parvenus en âge en état de connoissance.
Faisons la promesse légitime, pour nous, et un chacun de nous.
En témoin de quoy, nous avons fait mettre nos sceaux à ces présentes.
Donné à La Haye, le 6 août 1415 »

### Mort
En janvier 1417, il revient à Paris sous la protection de Jean sans Peur, duc de Bourgogne. Le 4 avril à Compiègne, il meurt subitement, empoisonné par les Armagnacs selon les uns ou d'un abcès à la tête et au cou selon les autres on a dit aussi d'une fistule à l'oreille.
Il est inhumé à l’abbaye Saint-Corneille. C'est son frère puîné, le cinquième fils de Charles VI, Charles, comte de Ponthieu, qui devient dauphin et finit, après bien des péripéties, souvent sanglantes, par régner sous le nom de Charles VII.